# Taioro
Le taioro est un condiment polynésien fabriqué par fermentation d'un mélange d'amande de coco râpé, d'eau de mer et de têtes de chevrettes (ou de crabes) écrasées. Les têtes de chevrettes sont partiellement décortiquées, puis écrasées ou pressées, pour obtenir un jus qui sert d'agent de fermentation. Après une période de fermentation pouvant aller jusqu'à deux jours, le taioro est consommé seul ou incorporé à d'autres plats comme le poisson cru taioro, le maoa taioro, le pahua taioro. Le poisson cru i'a ota ou les maoa (turbo, bulot, birgorneau...) ou les pahua (bénitiers) est alors mis à mariner pendant quelques minutes dans du taioro citronné et salé.
Taioro est aussi une insulte raciste en tahitien, désignant les occidentaux, par analogie entre le taioro et le smegma qui se formerait sur les pénis non circoncis. L'insulte renvoie l'étranger à son impureté supposée et attaque sa virilité.